# Eka Cahaya Ningrum
Eka Cahaya Ningrum (* 8. Juli 1996) ist eine indonesische Sprinterin.

## Sportliche Laufbahn
Erste internationale Erfahrungen sammelte Eka Cahaya Ningrum im Jahr 2014, als sie bei den Juniorenasienmeisterschaften in Taipeh im 100-Meter-Lauf mit 12,64 s in der ersten Runde ausschied, wie auch über 200 Meter mit 46,80 s. 2019 nahm sie mit der indonesischen 4-mal-400-Meter-Staffel an den Südostasienspielen in Capas teil und belegte dort in 3:45,01 min Rang vier.
2019 wurde Ningrum indonesische Meisterin in der 4-mal-100-Meter-Staffel.

## Bestleistungen
- 100 Meter: 12,23 s, 16. Oktober 2017 in Makassar
- 200 Meter: 24,55 s (+0,6 m/s), 23. September 2019 in Jakarta